# Vale dos Reis

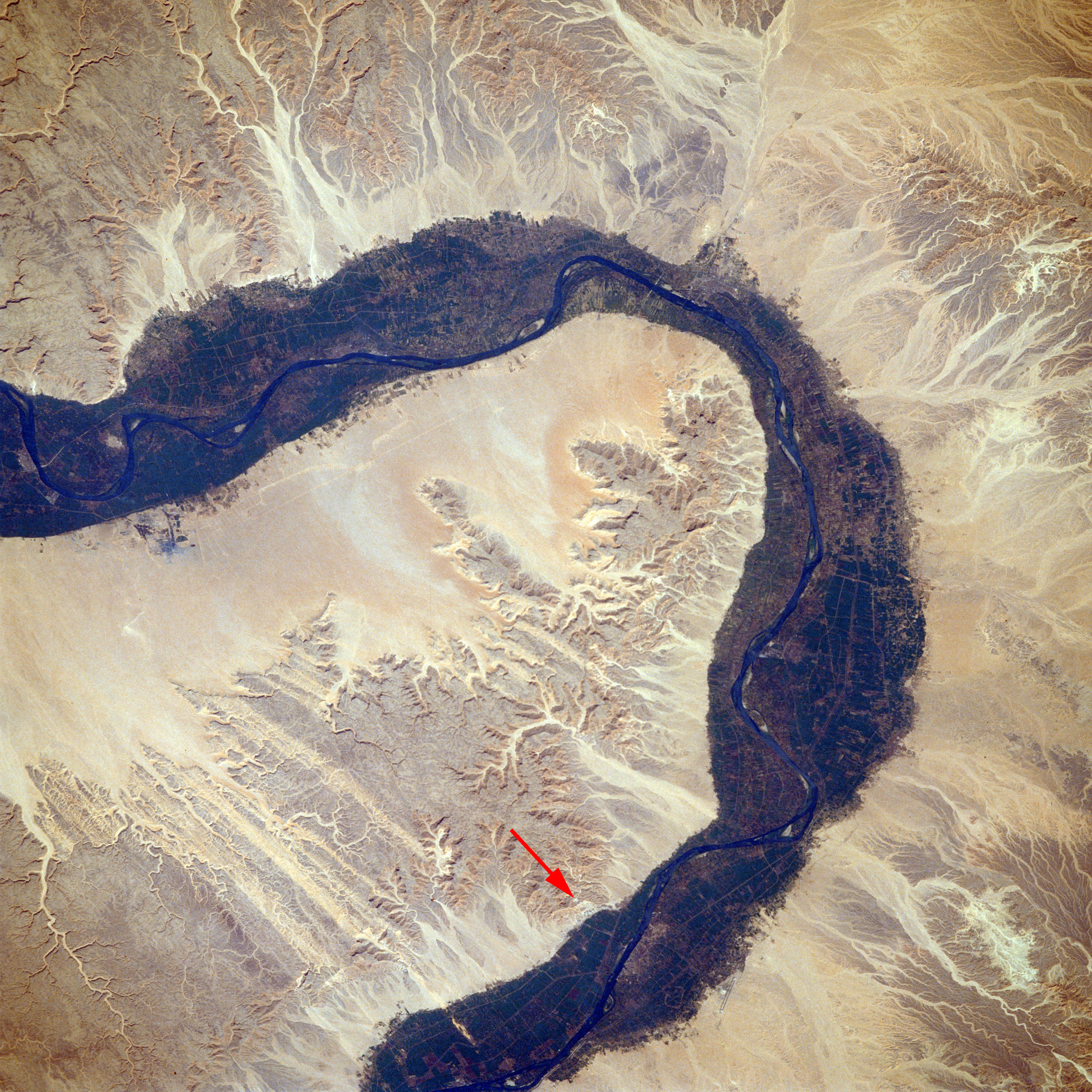
Localização do vale nas Montanhas de Tebas, oeste do Nilo, outubro de 1988 (seta vermelha indica o local)

O Vale dos Reis (em árabe: وادي الملوك; romaniz.: Wādī al Mulūk; Copta: ϫⲏⲙⲉ; Džēme) é um vale no Egito onde, por um período  entre os séculos XVI-XI a.C., tumbas foram construídas para os faraós e poderosos nobres do Reino Novo (da XVIII até a XX dinastia do Antigo Egito). O vale se localiza na margem oeste do Rio Nilo, oposto a Tebas (atual Luxor), no centro da Necrópole de Tebas. O uádi consiste em dois vales, Vale Oriental (onde a maioria da tumbas reais estão situadas) e o Vale Ocidental.
Com a descoberta em 2006 de uma nova câmara (KV63), e em 2008 de outras duas entradas de tumbas, sabe-se que o vale possui 63 tumbas e câmaras (variando em tamanho desde KV54, uma simples cova, até KV5, uma tumba complexa com mais de 120 câmaras). Ele foi o principal local de sepultamento das principais figuras reais do Reino Novo egípcio junto com os de poderosos nobres. As tumbas reais são decoradas com cenas da mitologia egípcia e dão pistas para as crenças e rituais funerários do período. Quase todas as tumbas encontradas foram abertas e roubadas na antiguidade, mas mesmo assim ainda transmitem uma ideia da opulência e poder dos faraós. O local é foco de explorações arqueológicas e egiptológicas desde o final do século XVIII, e suas tumbas continuam a estimular interesse e pesquisas. Nos tempos modernos o vale ficou famoso pela descoberta da tumba de Tutancâmon (e os rumores de sua maldição), também sendo um dos sítios arqueológicos mais famosos do mundo. Em 1979, o vale, junto com toda a necrópole, se tornou um Patrimônio Mundial da UNESCO. Exploração, escavação e conservação continuam no vale, como também o turismo.

## Geologia

Estratigrafia do vale

Os tipos de solo onde o Vale dos Reis está localizado alternam entre calcário denso e outras rochas sedimentares (que formam os penhascos do vale e de Deir Elbari) e camadas macias de marga. As rochas sedimentares foram originalmente depositadas entre 56–35 milhões de anos atrás quando o precursor do Mar Mediterrâneo cobria a área do vale. Durante o Pleistoceno o vale foi escavado do platô por chuvas constantes. Atualmente chove pouco nessa parte do Egito, porém há ocasionais inundações que atingem o vale e levam toneladas de detritos para dentro das tumbas.
A qualidade das rochas do vale varia bastante, indo de pedras finas e granuladas até pedras grossas, a última ainda pode ser estruturalmente defeituosa. A camada ocasional de folhelho também causou problemas de construção e conservação, já que ela se expande na presença de água quebrando as rochas em volta. Acredita-se que certas tumbas alteraram sua configuração e tamanho porque seus construtores encontraram diferentes tipos de rochas.
Os construtores se aproveitaram dos recursos geológicos disponíveis ao construírem as tumbas. Algumas tumbas foram escavadas em fendas de calcário já existentes, outras atrás de encostas de cascalho ou nas bordas de esporas criadas por antigos canais de inundação.
Problemas nas construções das tumbas podem ser vistos naquelas pertencentes a Ramessés III e seu pai Setnakht. Setnakht começou escavando KV11, mas acabou batendo na de Amenmessés, então a construção foi abandonada e ele acabou usurpando a tumba de Tausert, KV14. Ao procurar uma tumba, Ramessés III expandiu a tumba parcialmente escavada por seu pai. A tumba de Ramessés II voltou a usar um estilo antigo, com um eixo curvo, provavelmente devido a qualidade da rocha escavada.

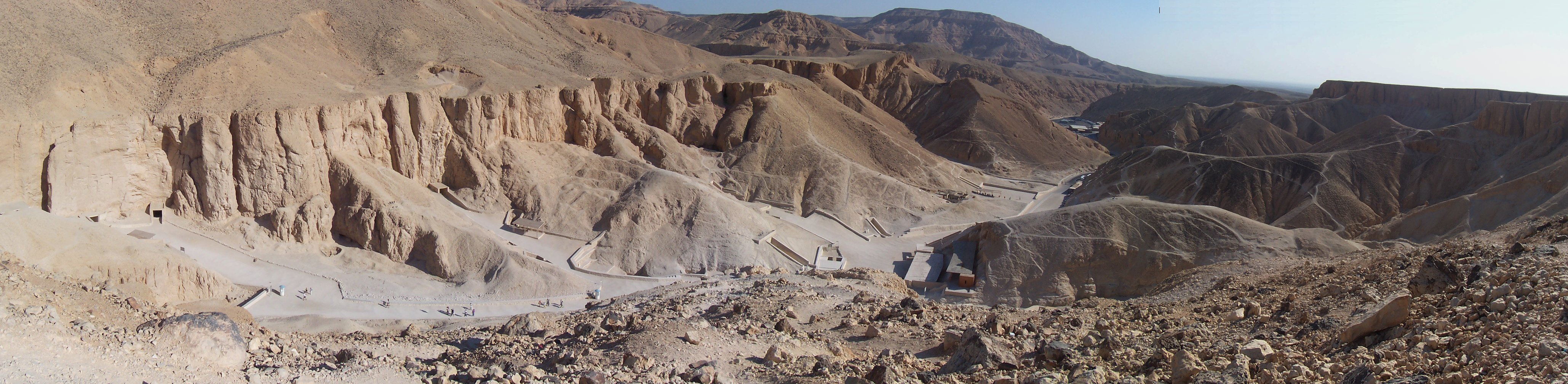
Panorama do Vale dos Reis, olhando para o norte

### Hidrologia
A área das montanhas de Tebas está sujeita a violentas tempestades pouco frequentes, causando inundações no vale. Estudos recentes mostraram que existem pelo menos sete córregos ativos no leito que levam para até a parte central do vale. A parte central aparenta ter sido inundada ao final da XVIII dinastia e enterrado várias tumbas embaixo de metros de detritos. As tumbas KV63, KV62 e KV55 foram escavadas no leito de rocha do uádi ao invés de em detritos, mostrando que o nível do vale na época eram 5 m mais baixo que o atual. Após esse evento as dinastias posteriores nivelaram o vale, fazendo com que as inundações depositassem os detritos mais abaixo, e as tumbas enterradas foram esquecidas até serem descobertas no início do século XX. Essa foi a área escaneada e investigada pelos radares da Amarna Royal Thumbs Project, que revelou várias anormalidades, uma delas que foi provada ser KV63.

## História

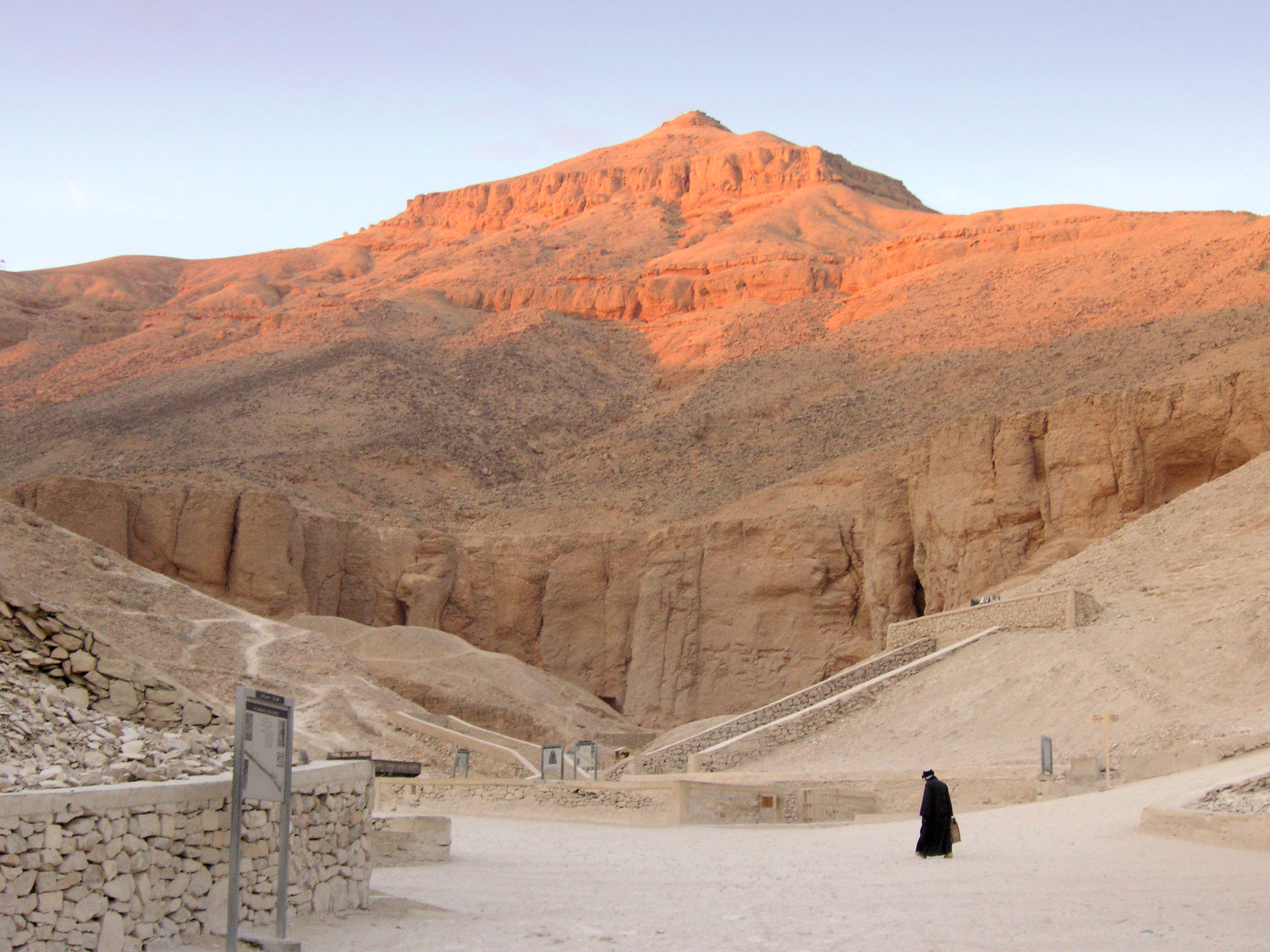
al-Qurn visto do vale

As Montanhas de Tebas são dominadas pelo pico do al-Qurn, conhecido pelos antigos egípcios como ta dehent, ou "O Pico". Ele possui uma aparência que se assemelha a uma pirâmide, e é provável que ele tenha influenciado as pirâmides do Reino Antigo, mais de mil anos antes dos primeiros sepultamentos reais no vale. Sua posição isolada também resultava em um acesso reduzido, e uma polícia especial (os Medjai) era capaz de guardar a necrópole.
Apesar dos icônicos complexos de pirâmides no platô de Gizé terem virado o símbolo do Antigo Egito, a maioria das tumbas eram construídas dentro de rochas. Grande parte das pirâmides e mastabas contém seções escavadas no solo, e há também tumbas no Egito completamente escavadas na rocha que datam do Reino Antigo.
Após a vitória sobre os Hicsos e a reunificação do Egito no reinado de Amósis I, os governantes de Tebas começaram a construir tumbas elaboradas que passariam a refletir seu poder recém encontrado. As tumbas de Amósis e seu filho Amenófis I (suas localizações exatas ainda são desconhecidas) estavam provavelmente na necrópole Dra' Abu el-Naga', da XVII dinastia.  As primeiras tumbas reais construídas no vale foram as de Amenófis I (apesar disso ser discutido) e Tutemés I, cujo conselheiro Ineni escreve em sua tumba que ele aconselhou seu faraó a colocar a sua no desolado vale (a identidade da verdadeira tumba ainda é incerta, porém é provavelmente KV20 ou KV38).
| “ | Eu vi a escavação da tumba de pedra de sua majestade, sozinho, ninguém vendo, ninguém escutando. | ” |

O vale foi usado como principal local de sepultamento entre 1 539−1 075 a.C., aproximadamente, e contém pelo menos 63 tumbas, começando com a de Tutemés I (ou possivelmente mais cedo, durante o reinado de Amenófis I) e terminando com a de Ramessés X ou Ramessés XI, apesar de sepultamentos não-reais continuarem em tumbas usurpadas.
Apesar de seu nome, o Vale dos Reis também contém as tumbas de nobres poderosos assim como as de esposas e filhos de faraós e nobres, significando que apenas por volta de 20 tumbas contêm realmente sepultamentos de reis; o resto consiste em nobres e famílias reais, junto com covas não marcadas e esconderijos de embalsamamento. Por volta da época de Ramessés I, construções começaram a ser feitas no separado Vale das Rainhas.

### Necrópole Real
O nome oficial do local nos tempos antigos era A Grande e Majestosa Necrópole dos Milhões de Anos do Faraó, Vida, Força e Saúde a Oeste de Tebas (abaixo a escrita hieroglífica), ou mais comumente, Ta-sekhet-ma'at, ou "O Grande Campo".
| G41 | G1 | Aa1 · D21 | O1 | O29 · Y1 | A50 | s | Z4 · Y1 | G7 | N35 | C11 | Z2 · N35 | M4 | M4 | M4 | t · Z2 · N35 | O29 · O1 · O1 | G7 | S34 | U28 | s | D2 · Z1 | R14 | t · t | N23 · Z1 · N35 | R19 | t · O49 | G7 |

No começo da XVIII dinastia, apenas faraós eram sepultados em grandes tumbas; quando alguém fora da realeza era sepultado, era em uma câmara muito menor perto da tumba de seu mestre. A tumba de Amenófis III foi construída no Vale Ocidental (WV22), enquanto que seu filho Aquenáton construiu a sua em Amarna; acredita-se que a inacabada WV25 era originalmente para ele. Com a volta da antiga religião ao final da dinastia, Tutancâmon, Ay e Horemebe retornaram para a necrópole real.
Na XIX e XX dinastia houve um aumento no número de sepultamentos reais (tanto aqui quanto no Vale das Rainhas), com Ramessés II e Ramessés III construindo tumbas enormes que foram usadas para sepultar seus filhos (KV5 e KV3, respectivamente). Há alguns faraós que não foram sepultados no vale e cujas tumbas não foram localizadas: Tutemés II pode ter sido sepultado em Dra' Abu el-Naga' (apesar de sua múmia ter sido encontrada no esconderijo de Deir Elbari), o local de sepultamento de Semencaré nunca foi localizado, e Ramessés VIII aparenta ter sido sepultado em outro lugar.
Na Época das Pirâmides, a tumba de um faraó estava associada com um templo mortuário localizado próximo a pirâmide. Quando as tumbas passaram a ser escondidas, o templo foi movido para longe, mais perto das áreas de cultivo de frente para Tebas. Esses templos mortuários se tornaram locais visitados em festividades realizadas na Necrópole de Tebas, mais notavelmente o Lindo Festival do Vale, onde barcas sagradas de Amom, sua consorte Mut e seu filho Quespisiquis deixariam o Templo de Carnaque para poderem visitar os templos funerários dos antigos faraós na margem oeste do Rio Nilo e seus santuários na necrópole.
As tumbas foram construídas e decoradas por trabalhadores do vilarejo de Deir Almedina, localizado em um uádi entre o Vale dos Reis e o Vale das Rainhas, de frente para Tebas. Os trabalhadores iam até as tumbas através de rotas nas montanhas. A vida diária desses trabalhadores é bem conhecida, registrada em tumbas e em documentos oficiais. Entre os eventos documentados está o primeiro registro de uma greve trabalhista da história da humanidade.

## Exploração do vale

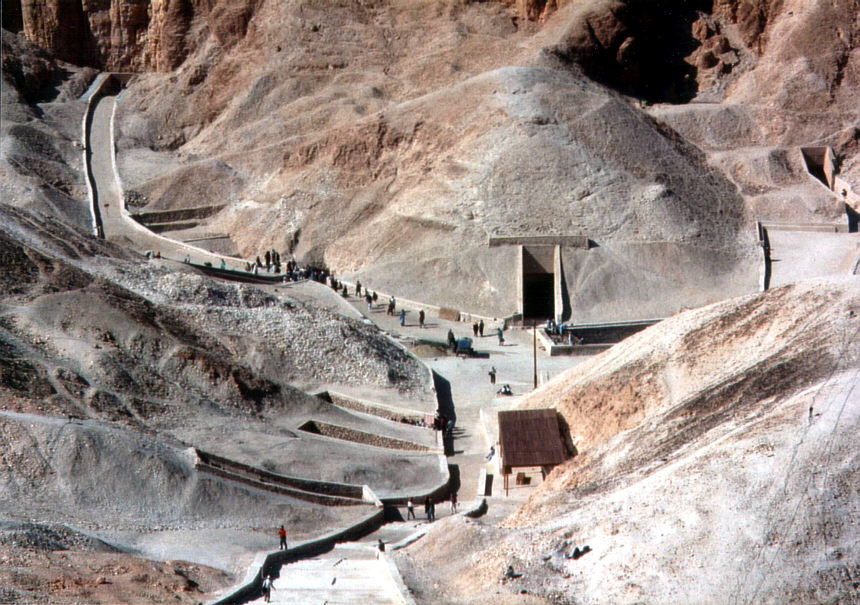
Visão central do Vale Oriental, mostrando a área ao redor de KV62

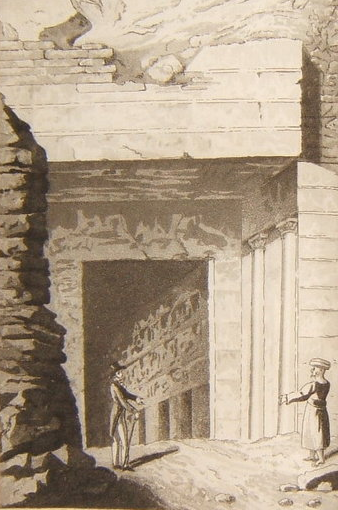
Entrada de uma Tumba Real, desenhada em 1821

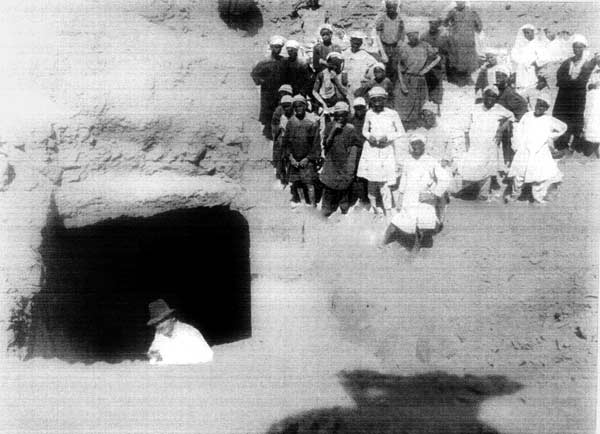
Entrada da tumba de Horemebe (KV57) pouco após sua descoberta em 1908

A área é um foco de explorações egiptológicas há mais de dois séculos. Antes disso a área era um local de turismo na antiguidade (especialmente no tempo de Roma). O vale ilustra as mudanças nos estudos do Egito Antigo, começando com caça a relíquias na antiguidade, e terminando com escavações científicas atualmente na necrópole. Apesar da exploração e investigação, apenas onze tumbas foram totalmente registradas.
Muitas tumbas têm pichações feitas por turistas antigos. Jules Baillet localizou mais de 2.100 pichações em grego e latim, junto com um número menor em fenício, lício, copto e outras línguas. A maioria das pichações foram encontradas em KV9, com por volta de mil pichações. A mais antiga data de 278 a.C.
Em 1799, membros da expedição napoleônica ao Egito (especialmente Vivant Denon) desenharam mapas e plantas das tumbas conhecidas, e pela primeira vez perceberam a existência do Vale Ocidental (onde Jean-Baptiste Jollois e Édouard de Villiers du Terrage localizaram a tumba de Amenófis III, WV22).
Explorações europeias continuaram na área ao redor de Tebas durante o século XIX, impulsionadas pela tradução dos hieróglifos por Jean-François Champollion. No início do século, a área foi visitada por Giovanni Battista Belzoni, trabalhando junto com Henry Salt, que descobriu a tumba de Ay no Vale Ocidental (WV23) em 1816 e a de Seti I (KV17) no ano seguinte. No final de suas visitas, Belzoni declarou que todas as tumbas haviam sido encontradas e nada de importante restava para ser descoberto. Trabalhando ao mesmo tempo estava Bernardino Drovetti (grande rival de Belzoni e Salt), cônsul geral da França.
Quando Gaston Maspero foi renomeado chefe do Serviço de Antiguidades Egípcias, a natureza da exploração do vale mudou novamente. Maspero nomeou Howard Carter como Inspetor Chefe do Alto Egito, e ele descobriu várias novas tumbas e explorou outras, limpando totalmente KV42 e KV20.
Na virada do século, Theodore M. Davis recebeu permissão para escavar no vale, e sua equipe (liderada por Edward R. Ayrton) descobriu várias tumbas reais e de outras pessoas (incluindo KV43, KV46 e KV57). Em 1907, eles descobriram um esconderijo possivelmente do Período de Amarna em KV55. Depois de acharem o que acreditavam ser os restos do sepultamento de Tutancâmon (itens recuperados em KV54 e KV58), foi anunciado que o vale havia sido completamente explorado e que nenhum outro sepultamento poderia ser encontrado. No livro publicado por Davies em 1912, The Tombs of Harmhabi and Touatânkhamanou, ele encerra comentando, "Temo que o Vale dos Reis esteja esgotado".
Depois da morte de Davis em 1915, George Edward, Conde de Carnarvon adquiriu a concessão para escavar no vale, contratando Carter para explorá-lo. Depois de uma procura sistemática eles descobriram a verdadeira tumba de Tutancâmon (KV62) em novembro de 1922.
Várias expedições continuaram a explorar o vale, aumentando o conhecimento sobre a área. Em 2001, o Theban Mapping Project desenhou novos sinais para cada uma das tumbas, disponibilizando informações e plantas sobre as tumbas abertas.

## Mapa do Vale
Mapa das tumbas no Vale dos Reis
Localização
As tumbas mais antigas estão localizadas no alto de morros, sob cachoeiras alimentadas pela chuva (por exemplo, KV34 e KV43). Como esse locais foram rapidamente ocupados, os sepultamentos desceram para o chão do vale, gradualmente subindo enquanto o fundo se enchia de entulho.
Arquitetura

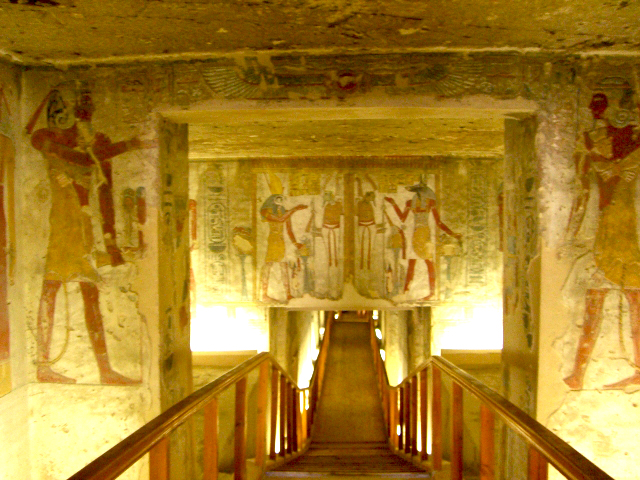
O corredor da tumba de Tausert e Setnakht

A planta comumente usada nas tumbas consistia em um longo corredor inclinado, descendo através de uma ou mais salas (possivelmente em referência ao caminho do deus-sol até o submundo), até a câmara funerária. Em tumbas mais antigas o corredor vira 90º pelo menos uma vez (como em KV43, a tumba de Tutemés IV) e a câmara tinha o formato de cartela (novamente, como KV43). Esse traçado é conhecido como "eixo dobrado", e após o sepultamento os corredores superiores eram cobertos por cascalho, e a entrada da tumba era escondida. Após o Período de Amarna, o traçado gradualmente se endireitou, com o intermediário "eixo corrido" (a tumba de Horemebe, KV57, é um exemplo disso, e é normalmente aberta ao público), até o "eixo reto" do final da décima nona dinastia e da vigésima dinastia (KV11 e KV6, as tumbas de Ramessés III e Ramessés IV, respectivamente). Enquanto os eixos das tumbas ficavam cada vez mais retos, a inclinação diminuiu, até quase desaparecer no final da vigésima dinastia. Um dos elementos mais comuns da maioria das tumbas era o fosso, que talvez tenha originado-se como uma barreira para impedir que a água de enchentes entrasse nas partes baixas das tumbas. Ele mais tarde desenvolveu um propósito "mágico" e simbólico. No final da vigésima dinastia, o fosso em si algumas vezes não era escavado, mas a sala ainda estava presente.